# Sympycnus luteipes
Sympycnus luteipes är en tvåvingeart som först beskrevs av Van Duzee 1923.  Sympycnus luteipes ingår i släktet Sympycnus och familjen styltflugor.
Artens utbredningsområde är New York. Inga underarter finns listade i Catalogue of Life.